# Decma miramae
Decma miramae är en insektsart som beskrevs av Andrej Vasiljevitj Gorochov 1993. Decma miramae ingår i släktet Decma och familjen vårtbitare. Inga underarter finns listade i Catalogue of Life.